# ジャック・ゲルシュヴィラー
ジャック・ゲルシュヴィラー（Jacques Gerschwiler、1898年9月10日 - 2000年3月4日）は、スイスのフィギュアスケーター、フィギュアスケートコーチ。

## 経歴
同じくフィギュアスケートコーチのアーノルド・ゲルシュヴィラーは異母兄弟、ハンス・ゲルシュビラーは甥であり、ジャックは彼のコーチもしていた。
スケーターとしては、オープンプロ選手権（イギリス）で1933年2位、1934年3位になっている。
規定の指導には定評があり「規定の第一人者」と呼ばれていた。1968年までは規定の得点が6割も占めていた。教え子にセシリア・カレッジ、ジャネット・アルウェッグ、がいる。彼ら2人はいずれも規定を得意とし、規定で大きくリードして上位を狙うタイプのスケーターであった。セシリア・カレッジは1937年世界選手権優勝、1937-39年までヨーロッパ選手権3連覇。ジャネット・アルウェッグは1952年オスロオリンピックで優勝、1951年世界選手権で優勝。その他数々の教え子がいるが、ステファン・ランビエールの元コーチであるペーター・グリュッターや、デニス・ビールマンも教えていた。ビールマンについては、1980-81のアマチュア最後のシーズンで苦手の規定を特訓するために友人のオットー・ヒューギンから頼まれてコーチを引き受けた。ビールマンはシーズン最後の1981年世界選手権で規定を4位で通過し、初優勝した。
また、セシリア・カレッジにキャメルスピンを教えて、1935年にカレッジは競技会で初めてキャメルスピンを披露した。
1976年には世界フィギュアスケート殿堂入りしている。
2000年3月4日、ジュネーブで死去。